# Livsmedelsföretagen
Livsmedelsföretagen är en arbetsgivar- och branschorganisation som verkar för att livsmedelsproducenter i Sverige ska karaktäriseras av högt anseende och mångfald samt ha god tillväxt, lönsamhet och konkurrensförmåga.
Livsmedelsföretagen representerar alla typer av livsmedelsföretag – små och stora, med svenska och utländska ägare, familjeägda, jordbrukskooperativ med flera. Grundkriteriet för medlemskap är att företaget bedriver livsmedelsproduktion (förädling) i Sverige. Livsmedelsföretagen tillvaratar och främjar medlemsföretagens gemensamma intressen då det gäller arbetsgivar- och branschspecifika frågor. Livsmedelsföretagen förhandlar om löner och allmänna villkor för att sluta kollektivavtal för medlemsföretagen samt stöttar medlemsföretagen i centrala förhandlingar. Medlemsföretagen erbjuds även löpande information och rådgivning kring livsmedelsrelaterade frågor, lagar och avtal, hjälp med lokala förhandlingar och juridisk assistans i domstolsprocesser. Livsmedelsföretagen anordnar också kurser, utbildningar och konferenser för sina medlemmar.
Livsmedelsföretagen har ca 800 medlemsföretag som tillsammans sysselsätter ca 50 000 personer. Livsmedelsföretagen utgör Sveriges tredje största industrigren sett till omsättningen.
Livsmedelsföretagen har kontor i Stockholm och Malmö. I mars 2018 blev Björn Hellman vd för Livsmedelsföretagen .